# ʿAbd al-Madschīd az-Zindānī
ʿAbd al-Madschīd az-Zindānī (geb. 1942 in al-ẓahbi| – gest. 22. April 2024 in Istanbul; arabisch: عبد المجيد الزنداني, DMG: ʿAbd al-Maǧīd az-Zindānī) war ein jemenitischer Gelehrter, Prediger und einer der Begründer der Muslimbruderschaft im Jemen.

## Leben
az-Zindānī wurde 1942 im Dorf al-ẓahbi in der Provinz Ibb geboren und stammt ursprünglich aus dem Dorf Zindān im Bezirk Arḥab in der Provinz Sanʿāʾ, der Heimat seines Stammes, der Arḥab. Während der Herrschaft der Imamiten im Jemen erhielt er seine erste Ausbildung in Kutāb und setzte diese in ʿAden fort, wo er seine formale Bildung abschloss. Nachdem er sich an der Fakultät für Pharmazie der ʿAīn-Šams-Universität in Ägypten eingeschrieben hatte, brach er sein Studium jedoch nach zwei Jahren ab. Stattdessen wandte er sich den Wissenschaften der Scharia zu und traf sich mit Gelehrten der al-Azhar-Universität, um von ihnen Lernstoff aufzunehmen. Er knüpfte Kontakte zu jemenitischen Studenten aus Ägypten, darunter Muḥammad Maḥmūd az-Zubaīri und ʿAbdah Muḥammad al-Miḫlafi.
Unter dem Einfluss der Muslimbruderschaft in Ägypten beteiligte sich az-Zindānī an einigen ihrer Aktivitäten. Diese Beteiligung führte zu seiner Inhaftierung durch die ägyptischen Behörden, seiner Exmatrikulation von der Universität und letztlich zu seiner Ausreise aus Ägypten. Gemeinsam mit az-Zubaīri kehrte er in den Jemen zurück, um aktiv an der Etablierung der neuen Republik mitzuwirken. Im Jahr 1978 begab er sich nach Saudi-Arabien, um seine Studien der Scharia-Wissenschaften unter der Anleitung führender saudischer Gelehrter fortzuführen und zu vertiefen.
Nach seiner Rückkehr aus Ägypten in den Jemen wurde er von Präsident ʿAbdullah as-Sallāl in der ersten Regierung nach der Gründung der Republik zum stellvertretenden Minister für nationale Führung und Information ernannt. Im Jahr 1975 wurde er unter Präsident ʿAbd ar-Raḥmān al-Iryānī zum Leiter des Amtes für Führung und Beratung und anschließend zum stellvertretenden Kultusministerium ernannt.
Nach seiner Ausreise nach Saudi-Arabien war er als Lehrer und Dozent an verschiedenen Schulen und Universitäten des Königreichs tätig. Gemeinsam mit mehreren Gelehrten gründete er die „Internationale Kommission für wissenschaftliche Wunder im Koran und in der Sunna“. In den 1980er Jahren nahm er am Krieg in Afghanistan teil und rief die jemenitische Jugend dazu auf, sich am Dschihad gegen den Sowjetkommunismus zu beteiligen. Die US-Regierung beschuldigte ihn aufgrund seiner Teilnahme am afghanischen Dschihad und seiner Verbindungen zu vielen Mudschaheddin, die in den USA als Terroristen eingestuft werden, der Unterstützung des Terrorismus.
1991 engagierte er sich politisch und gehörte zu den Gründern der Jemenitischen Versammlung für Reformen, deren Schura-Rat er für mehrere Sitzungen leitete. Im selben Jahr gründete az-Zindānī die al-Iman-Universität in Sanʿāʾ, Jemen. 1995 wurde er zum Vizepräsidenten des Präsidialrats ernannt, trat jedoch bereits 1996 von diesem Amt zurück.
Seine religiösen Auffassungen und Fatwās haben in der arabischen Welt große Kontroversen ausgelöst, insbesondere die „zawāǧ friend (arabisch: زواج فرند)“ und die „Qualen des Grabes“ (ʿaḏābu l-qabr; arabisch: عذاب القبر). Zudem behauptete er, ein Heilmittel gegen AIDS gefunden zu haben.
az-Zindānī verstarb am 22. April 2024 in einem Krankenhaus in Istanbul. Er wurde auf dem Friedhof "des Gefährten Abū Ayūb al-Anṣari" in Istanbul beigesetzt. An seiner Beerdigung nahmen der türkische Präsident Recep Tayyip Erdoğan sowie zahlreiche Politiker und muslimische Gelehrte teil.